# Ткаченко Ганна Панасівна
Ганна Панасівна Ткачеко (7 грудня 1949, Синявка, Менський район, Чернігівська область, Українська РСР, СРСР) — українська письменниця.

## Біографічні відомості
Народилася в селі Синявка Менського району Чернігівської області. Закінчила Київський технологічний інститут харчової промисловості. Тривалий час мешкала у Краснограді Харківської області, працювала в соціальній сфері.

## Твори
- І засурмив третій янгол… (2012) — роман про катастрофу на Чорнобильській АЕС[2].
- Голгофа козацьких нащадків. Терновий вінок (2015) — історичний роман про події першої половини ХХ століття на Чернігівщині[3].
- Спалені мрії (2016) — історичний роман про часи Другої світової війни і повоєнні роки. Події відбуваються у селі Березівка на Чернігівщині[4]
- Політ ворона. Доля отамана (2018) — історично-пригодницький роман про Григорія Савона[5][6].
- У шепоті минулого (2020) — збірка повістей і оповідань.